# Зеленець (Козеницький повіт)
Зеленець (пол. Zieleniec) — село в Польщі, у гміні Ґловачув Козеницького повіту Мазовецького воєводства.
Населення — 83 особи (2011).
У 1975-1998 роках село належало до Радомського воєводства.

## Демографія
Демографічна структура станом на 31 березня 2011 року:
|          | Загалом | Допрацездатний вік | Працездатний вік | Постпрацездатний вік |
| -------- | ------- | ------------------ | ---------------- | -------------------- |
| Чоловіки | 46      | 7                  | 35               | 4                    |
| Жінки    | 37      | 7                  | 15               | 15                   |
| Разом    | 83      | 14                 | 50               | 19                   |